# ایزدان سه‌گانه

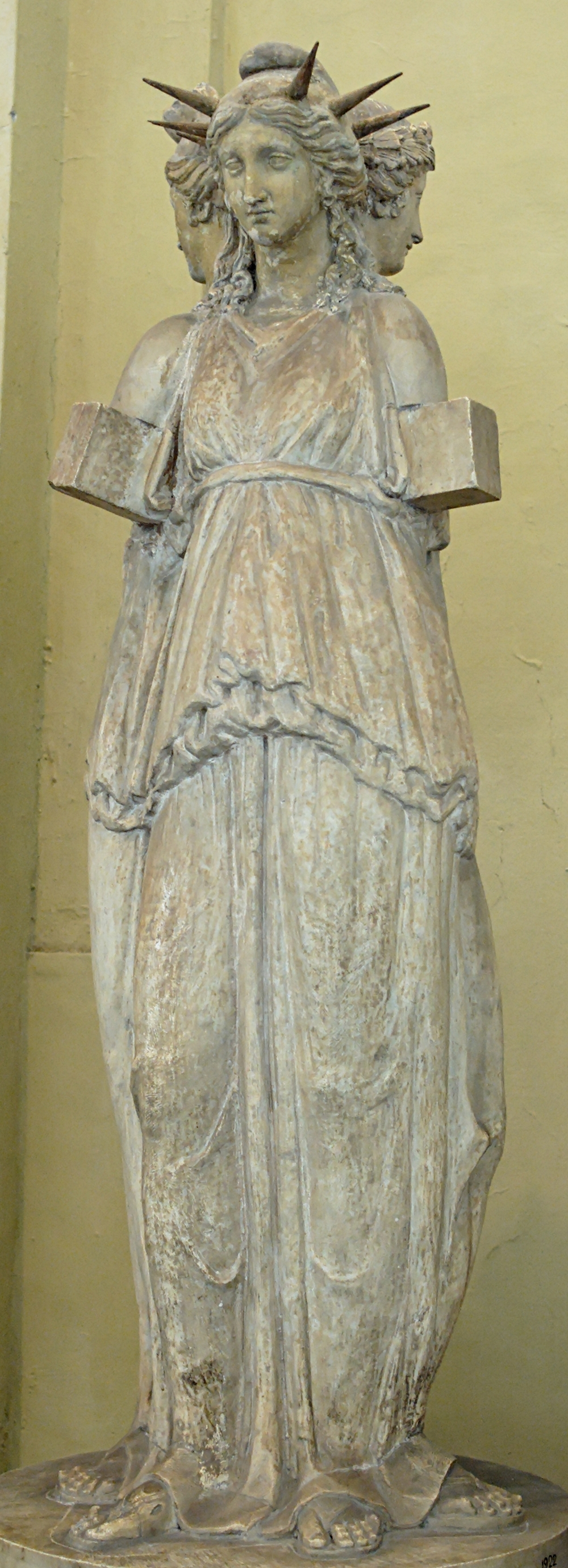
الهه یونانی هکاته در سه نسخه به تصویر کشیده شده‌است

خدایان سه‌گانه (انگلیسی: Triple deity) خدایی است با سه شکل ظاهری که به عنوان یک واحد عمل می‌کند یا سه خدایی در نظر گرفته شده و پرستیده می‌شوند. ممکن است برای افراد عام اشتباهاً تثلیث در مسیحیت (که طبق آن خدا یکتاست) با  سه خدا پرستی یکی دانسته شود، اما در واقع طبق تعلیم تثلیث خدا در مسیحیت، خدا یگانه است و کاملاً در تضاد با چندخدایی است. 
عدد سه سابقه طولانی در تداعی های اسطوره ای دارد و خدایان سه‌گانه در سراسر جهان رایج هستند اسطوره. کارل گوستاو یونگ چینش خدایان را به صورت سه قلو یک کهن‌الگو در تاریخ ادیان و مذاهب می‌دانست.